# Zygophlebia anjanaharibensis
Zygophlebia anjanaharibensis är en stensöteväxtart som beskrevs av Rakotondr. Zygophlebia anjanaharibensis ingår i släktet Zygophlebia och familjen Polypodiaceae. Inga underarter finns listade.